# Монклар (Альпы Верхнего Прованса)
Монкла́р (фр. Montclar, окс. Montclar) — коммуна во Франции, находится в регионе Прованс — Альпы — Лазурный Берег. Департамент коммуны — Альпы Верхнего Прованса. Входит в состав кантона Сейн. Округ коммуны — Динь-ле-Бен.
Код INSEE коммуны — 04126.

## Население
Население коммуны на 2008 год составляло 458 человек.
| 1962 | 1968 | 1975 | 1982 | 1990 | 1999 | 2008 |
| ---- | ---- | ---- | ---- | ---- | ---- | ---- |
| 229  | 204  | 220  | 258  | 327  | 399  | 458  |

## Экономика
В 2007 году среди 285 человек в трудоспособном возрасте (15—64 лет) 212 были экономически активными, 73 — неактивными (показатель активности — 74,4 %, в 1999 году было 69,8 %). Из 212 активных работали 196 человек (116 мужчин и 80 женщин), безработных было 16 (6 мужчин и 10 женщин). Среди 73 неактивных 17 человек были учениками или студентами, 32 — пенсионерами, 24 были неактивными по другим причинам.

## Достопримечательности
- Замок Монклар (1640—1660 года)
- Приходская церковь Сен-Мишель (1645 год)
- Церковь Сен-Леже (XIII век, перестроена в 1830 году, восстановлена в 1968—1969 годах)
- Часовня Св. Иоанна Крестителя
- Церковь Сен-Пьер (1555 год)

## Фотогалерея

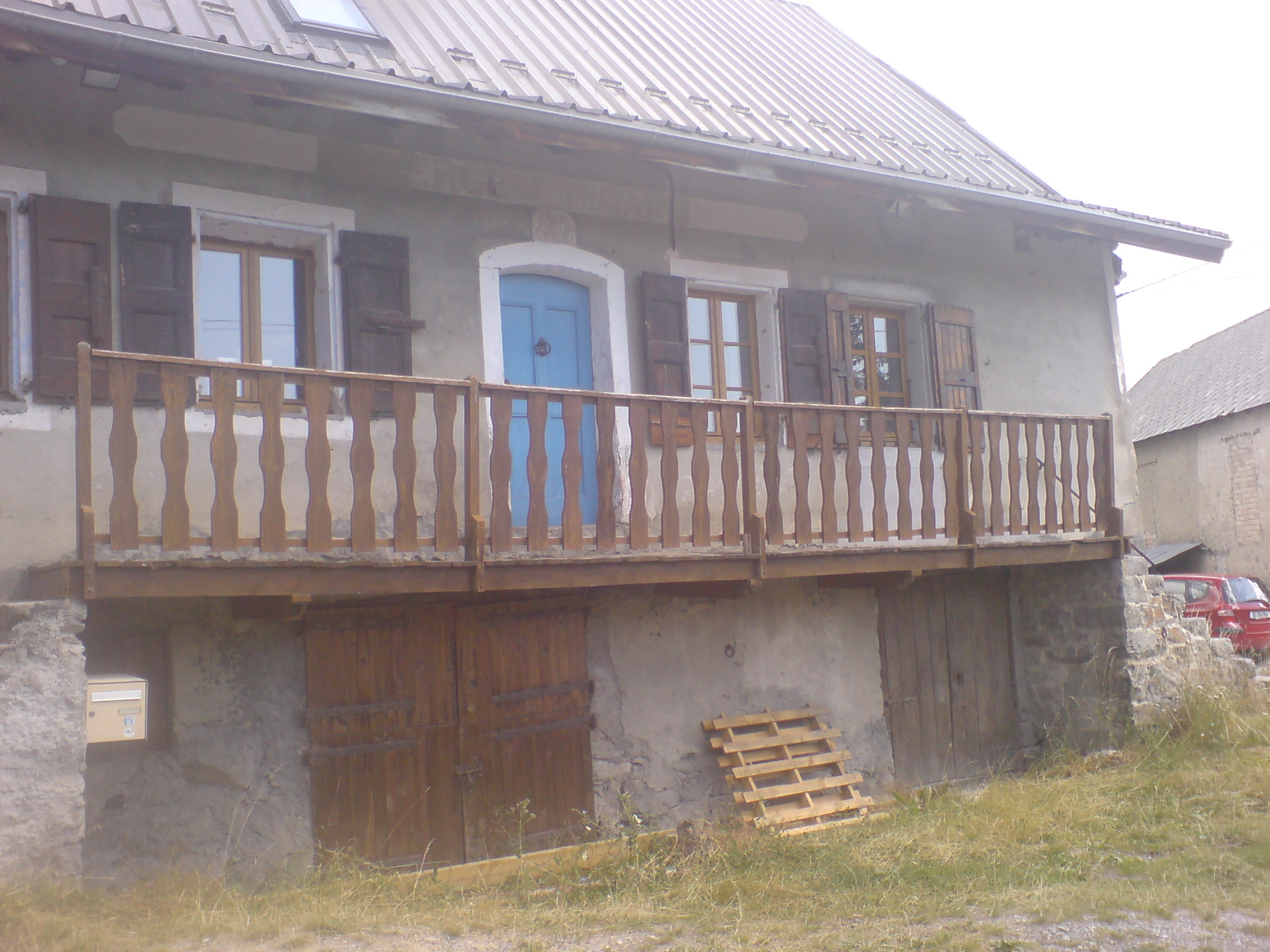
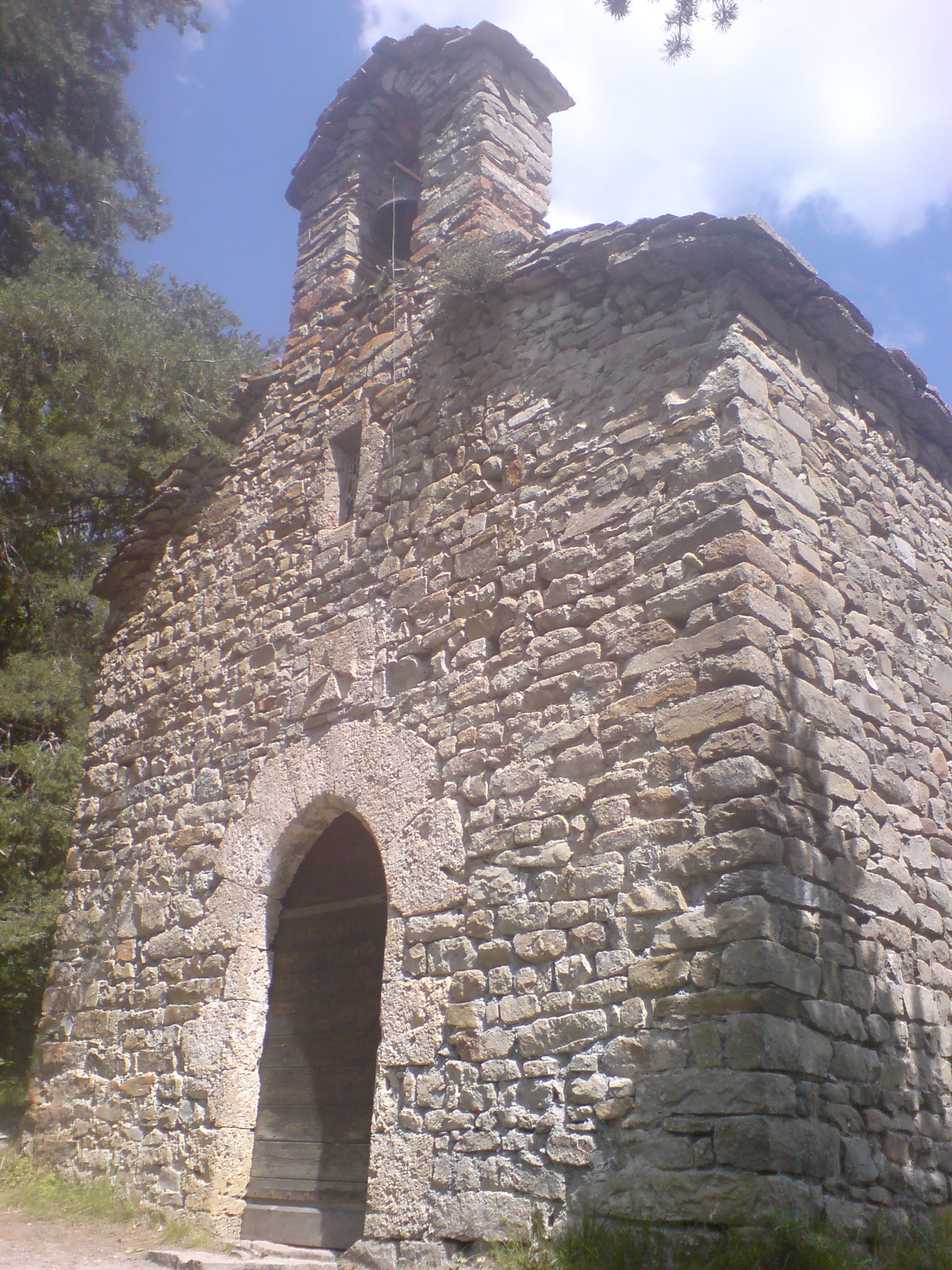
Фасад часовни Сен-Леже
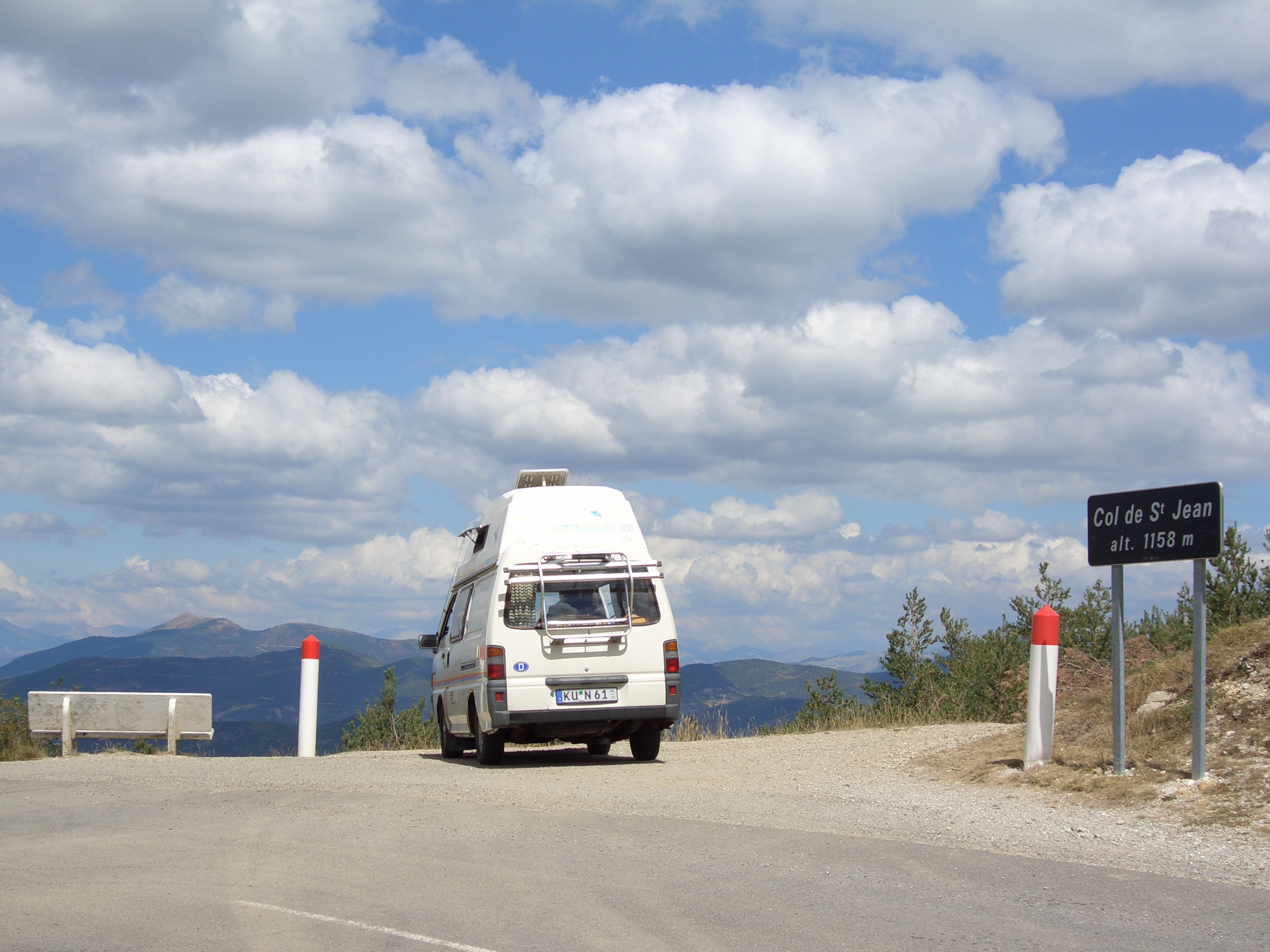